# Pier Paolo Bianchi
Pier Paolo Bianchi (Rimini, 11 de março de 1952) é um ex-motociclista italiano, tricampeão do mundo nas 125cc.
Um dos grandes pilotos italianos, Bianchi correu durante 17 temporadas no mundial de velocidade, entre 1973 e 1989, sempre nas 125cc, com exceção das temporadas de 1984 e 1986, quando correu concomitantemente nas 80cc. Suas principais temporadas foram em 1976, 1977 e 1980, quando terminou campeão. Além disso, também conseguiu dois vice-campeonatos, em 1975 e 1985, e terminou em terceiro em outras três oportunidades, em 1978 e 1981 nas 125cc, e 1984 nas 80cc. Ao todo, disputou 127 corridas, terminando no pódio em 61, com 27 vitórias.